# قاله
قاله (به عربی: القالة) یک شهرداری در الجزایر است.